# لئو سولکای
لئو سولکای (انگلیسی: Leo Sulky؛ ‏ ۱۲ ژوئن ۱۸۷۴ – ۳ ژوئن ۱۹۵۷) بازیگر اهل ایالات متحده آمریکا بود.

## گربده فیلمشناسی
از فیلم‌ها یا برنامه‌های تلویزیونی که وی در آن نقش داشته‌است، می‌توان به آثار زیر اشاره کرد.
- عاشقی کن و اشک بریز (۱۹۲۷)
- زندان (فیلم ۱۹۲۹) (۱۹۲۹)
- بیوهانکز (۱۹۳۲)
- کوسه ببری (فیلم) (۱۹۳۲)
- قدرت و جلال (فیلم ۱۹۳۳) (۱۹۳۳)
- سوپ اردک (فیلم ۱۹۳۳) (۱۹۳۳)
- بینوایان (فیلم ۱۹۳۵) (۱۹۳۵)
- تلگراف مهمانی (۱۹۳۵)
- شبی در اپرا (۱۹۳۵)
- زن بدنام (۱۹۳۷)
- سن کوئنتین (فیلم ۱۹۳۷) (۱۹۳۷)
- دستری دوباره می‌راند (۱۹۳۹)
- باد وحشی را درو کن (۱۹۴۲)
- عصر وحشت (فیلم ۱۹۴۹) (۱۹۴۹)
- هاروی (فیلم) (۱۹۵۰)